# Ревекка (имя)
Реве́кка (ивр. רבקה‎, Ребекка, Ривка́) — женское имя. В настоящее время — имя, распространённое среди евреев (на языке идиш — Ри́вке, Рива). 
Православные именины (дата дана по григорианскому календарю): 6 октября.

## Носители
- Ревекка — в Ветхом Завете жена Исаака и мать братьев-близнецов Исава и Иакова.